# クロテッドクリーム
クロテッドクリーム（英: clotted cream、コーンウォール語: dehen molys）はイギリスの乳製品。全乳を蒸気や水浴で間接的に加熱し、浅い鍋に入れてゆっくりと冷やした濃厚なクリームである。クリームを作る際に、クリームの成分が表面に上昇して塊を形成するのがその名の由来となっている。
その起源は不明だが、サウス・ウェスト・イングランド、特にコーンウォールとデヴォンの酪農場で共通してこのクリームが生産されている。1998年に原産地名称保護制度にて制定されたところによると、コーニッシュクロテッドクリームの脂肪分は最低でも55%となっている。

## 歴史
イギリス南西部の文化に深く根付いているクロテッドクリームは元々、農家が牛乳の廃棄物を減らす為に作っていた。コーンウォールとデヴォンに強く長い繋がりがあるのは間違い無いが、実際どちらが早くクロテッドクリームを作っていたかは明らかになっていない。
オックスフォード大学出版局の出版した食品に関する百科事典の『Oxford Companion to Food』では、伝統的な民間伝承に従い、錫を求めたフェニキアの商人がクロテッドクリームをコーンウォールに持ち込んだ可能性を示唆している。
現代の古代食の専門家は、ストラボンのイギリスに関する記録に注目して、初期のブリトン人は牛乳の鮮度を保つ目的でクロテッドクリームにして食べていたのではないかと指摘している 。
考古学者は、イギリス、フランス、アイルランドで発見された石のフーグーやスータレインを、クリーム、チーズ等の乳製品を生産する為の冷蔵庫の役割を担っていた可能性があるとして関連付けている。

## 用途

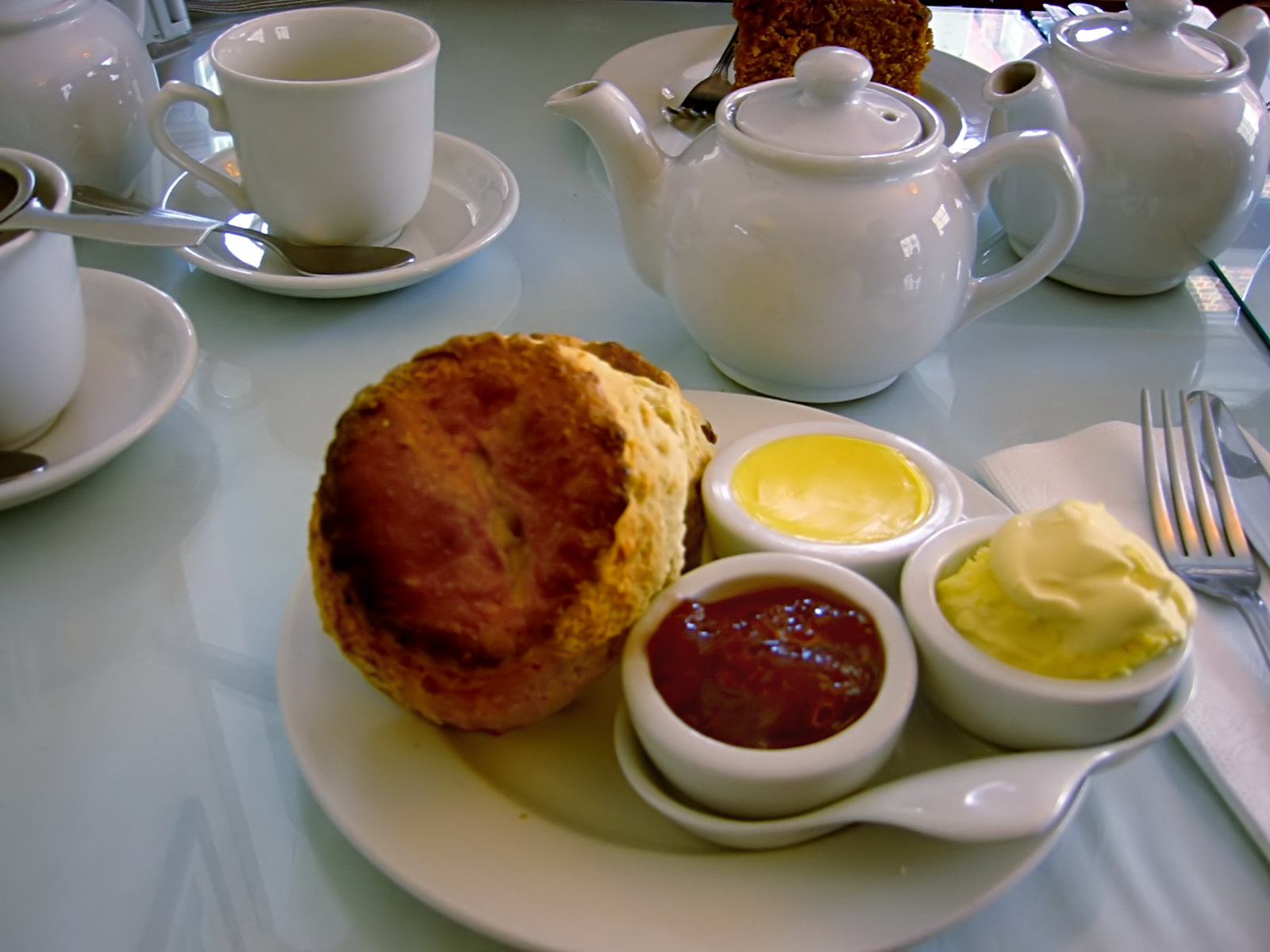
現代的なクリームティー

### クリームティー
クロテッドクリームはクリームティーに不可欠な食材である。イチゴのジャムと共にスコーンに塗られ、紅茶と一緒に提供される。
デヴォンでは紅茶とスコーンにジャムとクロテッドクリームを添えたクリームティーはセットで「デヴォンシャークリームティー」と呼ばれている。
地域毎に食べ方に違いがある。デヴォンではスコーンの上にクリームを先に塗り、その上にジャムを塗って食べるのが伝統的であるが、コーンウォールでは対照的に、ジャムを最初に塗った後クリームを塗る。

### 菓子
クロテッドクリームは、温かいデザートや冷たいデザートの付け合わせとして提供される。特にカロテンの含有量が少なく黄色味の弱いデヴォン産のクロテッドクリームは、オーブン焼きの際に定期的に使われる。イングランド南西部全域でアイスクリームやファッジの製造に利用される。

### 塩味の付いた料理
クロテッドクリームは、塩味の付いた料理にも利用される。マッシュポテト、リゾット、スクランブルエッグに組み合わせる事が出来る。